# Rotterdam Open 2016
Il Rotterdam Open 2016, conosciuto anche con il nome di ABN AMRO World Tennis Tournament 2016 per ragioni di sponsorizzazione, è stato un torneo di tennis che si è disputato su campi di cemento indoor. È stata la 43ª edizione del Rotterdam Open, facente parte dell'ATP World Tour 500 series nell'ambito dell'ATP World Tour 2016. Si è giocato nell'impianto dell'Ahoy Rotterdam, a Rotterdam nei Paesi Bassi, dall'8 al 14 febbraio 2016.

## Giocatori

### Teste di Serie
| Nazione | Giocatore             | Ranking* | Testa di Serie |
| ------- | --------------------- | -------- | -------------- |
| Francia | Richard Gasquet       | 10       | 1              |
| Croazia | Marin Čilić           | 13       | 2              |
| Francia | Gilles Simon          | 15       | 3              |
| Belgio  | David Goffin          | 16       | 4              |
| Francia | Gaël Monfils          | 17       | 5              |
| Spagna  | Roberto Bautista Agut | 18       | 6              |
| Francia | Benoît Paire          | 21       | 7              |
| Serbia  | Viktor Troicki        | 25       | 8              |

* Ranking al 1 febbraio 2016.

### Altri partecipanti
I seguenti giocatori hanno ricevuto una wild card per il tabellone principale:
- Thiemo de Bakker
- Robin Haase
- Alexander Zverev

I seguenti giocatori sono passati dalle qualificazioni:

- Ivan Dodig
- Ernests Gulbis
- Andrej Kuznecov
- Nicolas Mahut

I seguenti giocatori sono entrati come Lucky Loser:
- Evgenij Donskoj

## Campioni

### Singolare
Martin Kližan ha sconfitto in finale  Gaël Monfils per 6(1)–7, 6–3, 6–1.
- È il quarto titolo in carriera per Kližan, il primo della stagione.

### Doppio
Nicolas Mahut /  Vasek Pospisil hanno sconfitto in finale  Philipp Petzschner /  Alexander Peya per 7–6(2) , 6–4.